# FibrexNylon

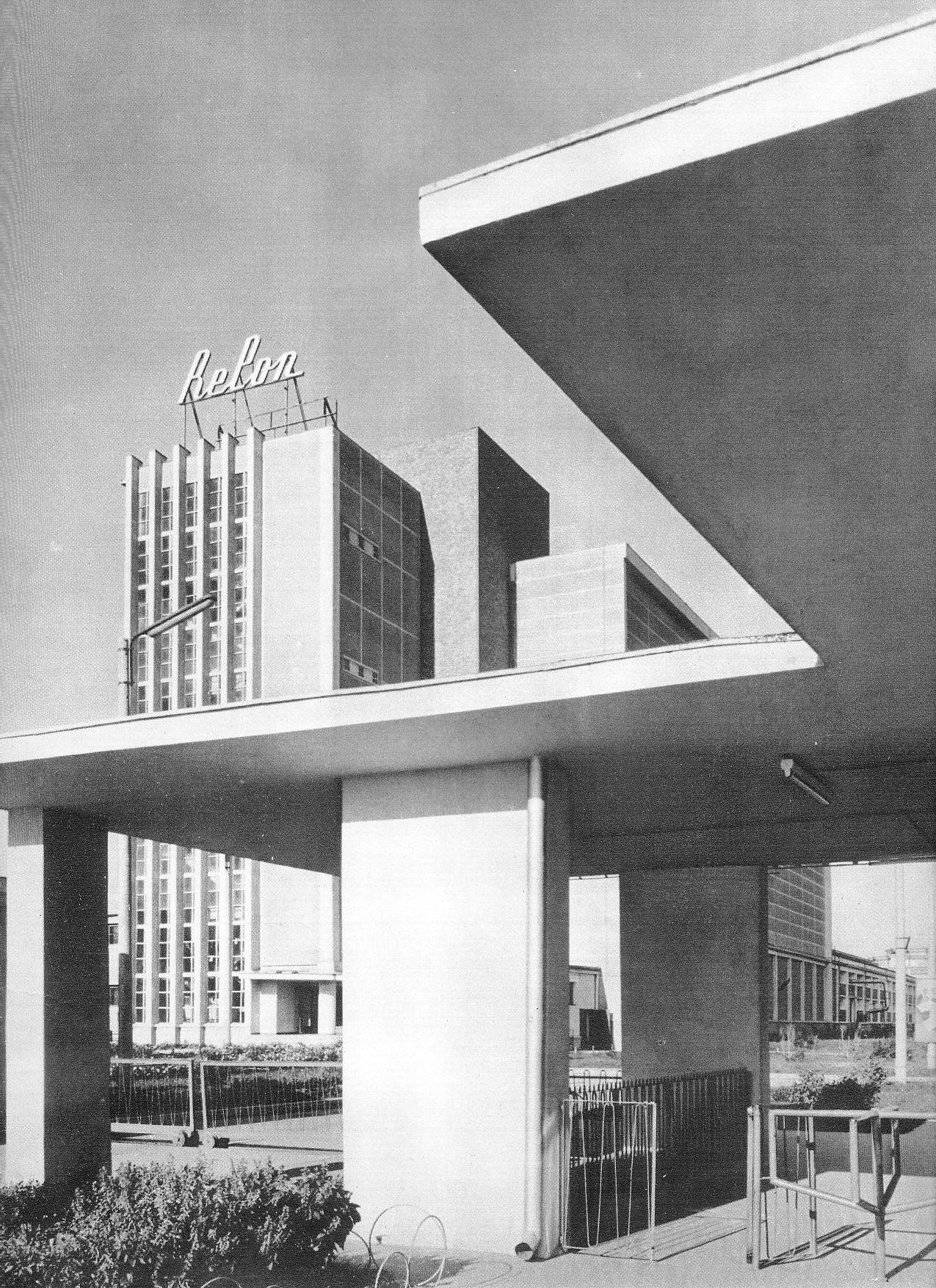
Combinatul de fire și fibre sintetice Relon (1964)

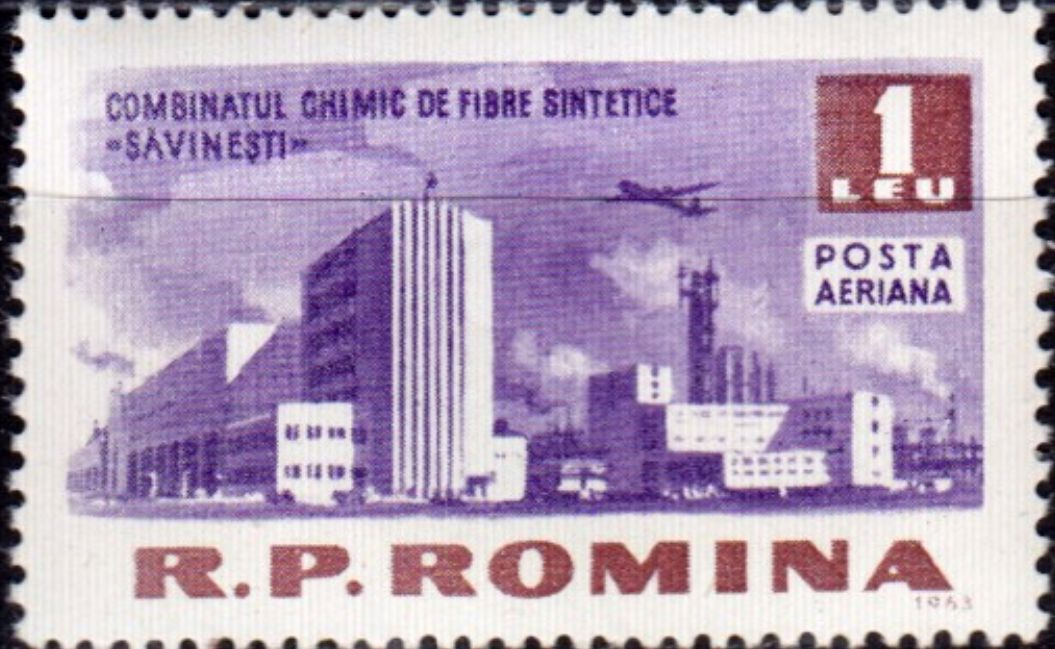
Marcă poștală machetată de Dimitrie Știubei în anul 1963

FibrexNylon Săvinești (fostă Fibrex) este o companie producătoare de fibre sintetice din România.
În noiembrie 1999, „Fibrex” a fost transferată de la FPS la Ministerul de Finanțe, inițiatorul acestui proiect fiind ministrul de finanțe de atunci, Decebal Traian Remeș.
Pachetul de 51% din acțiuni deținut de stat a fost scos la vânzare pe Rasdaq.
În ianuarie 2000, grupul italian Radici a achiziționat, de la Ministerul Finanțelor, 50,9% din acțiunile Fibrex.
Vânzarea s-a făcut prin metoda licitației olandeze, prețul plătit fiind de 130,1 miliarde lei vechi.
După trei zile de la această tranzacție, Radici a achiziționat și pachetul de 37,59% din acțiuni deținut de SIF Moldova într-o tranzacție specială efectuată pe RASDAQ, ajungând la o deținere de mai mult de 89% din acțiuni.
Prin preluarea Fibrex Săvinești, grupul italian Radici își consolida un loc important, locul trei, pe piața mondială a industriei chimice.
În plus, gama produselor realizate de Radici se completa cu caprolactamă, pe care vreme de aproape patru ani o importase de la Fibrex (aproape 200 tone lunar), și firele tehnice.
Curând după privatizare, Radici a concediat peste 3.000 de salariați din cei 3.900, a vândut echipamente și produse esențiale continuării producției.
În noiembrie 2007 s-a început demolarea întregii fabrici.
Investitorul italian a fost acuzat că de fapt a avut un plan sistematic de a desființa platforma industrială și a elimina un competitor.
Fibrex Săvinești era, în momentul privatizării, singurul producător integrat de nylon din România (adică își fabrica singur și materia primă, și produsul final, adică fire și fibre sintetice).
Avea trei divizii de producție: Caprolactamă, Relon (Nylon) și Utilitare.
Număr de angajați:
- 2004: 790[5]
- 2001: 1.500[2]
- 2000: 3.900[1]
- 1998: 7.000[6]